# Дім Шекіханових
Дім Шекіханових (азерб. Şəkixanovların evi) — двоповерхова будівля, розташована в місті Шекі, що в Азербайджані. Збудована в другій половині XVIII століття. Будинок належав родичам шекинських ханів, розміщується на захід від їхнього палацу.

## Опис
Будівля, побудована з сирої цегли, складається з 6 кімнат, 4 коридорів та 2 балконів. За багатством декоративних елементів інтер'єру Дім Шекіханових схожий на будівлі палацового типу. Кімнати першого поверху були призначені для зимового періоду, в центральному залі встановлений камін.
Центральний зал другого поверху історичної пам'ятки прикрашений сюжетними і орнаментними настінними розписами. У центральній частині залу розташований багато прикрашений декоративний камін. Стіни та стеля покриті портретами героїв поем «Хамсе» персько-азербайджанського класика Нізамі Гянджеві (ілюстрації на мотиви поем «Лейлі і Меджнун», «Хосров і Ширін», «Сім красунь» тощо), зображеннями звірів і птахів, орнаментними композиціями. Портрети намальовані у стилі мініатюрного живопису. Стеля (плафон) прикрашена більш багатими малюнками, тут можна побачити фігури крилатих дівчат (ангелів). Верхній пояс стін оздоблений дзеркальними сталактитами; трохи нижче розташований «реф» (азерб. Rəf) — полиця для святкового посуду.
Художнє планування інтер'єру завершене різнокольоровими вікнами-шебеке фасаду. Архітектура та художнє оздоблення Дому Шекіханових вплинули на побудовані надалі на території Азербайджану садиби і будинки палацового типу. У Домі Шекіханових виділяють схожість з розташованим неподалік Палацом шекінських ханів.
У листопаді 2012 року на замовлення Міністерства культури і туризму Азербайджану була розпочата капітальна реконструкція пам'ятки, яка завершилася в серпні 2013.